# Сейхас, Луис Мануэль
Луи́с Мануэ́ль Се́йхас Гу́нтер (исп. Luis Manuel Seijas Gunther; род. 23 июня 1986, Валенсия, Венесуэла) — венесуэльский футболист, игравший на позиции полузащитника. Выступал за сборную Венесуэлы.

## Биография
Луис Сейхас стал заниматься футболом под влиянием своего отца, перуанца по национальности. В Венесуэле футбол не является популярным видом спорта, и примерно до 14 лет, когда Сейхаса вызвали в сборную Венесуэлы (до 15 лет), он также занимался теннисом и гольфом, поскольку его мать не считала футбол перспективным видом деятельности для своего сына.
Сейхас начал заниматься футболом в молодёжной команде родного города «Сентро Итало». В 2005 году в составе молодёжной сборной принял участие в чемпионате Южной Америки (до 20 лет). На тот момент Сейхас уже занимался в системе «Каракаса», но в основу самого титулованного клуба страны он пробиться не мог, поэтому столичный клуб принял решения отдать молодого игрока в аренду в аргентинский «Банфилд». Трансферное окно для профессиональных игроков в 2006 году уже закрылось, поэтому Сейхас начал играть за дубль «дрелей», выступающий в четвёртом дивизионе. В конце года венесуэльца привлекли к тренировкам с основным составом, и на одной из них он получил серьёзную травму, отлучившую его от футбола на восемь месяцев. В итоге за «Банфилд» полузащитник сыграл лишь в четырёх матчах аргентинской Примеры.
В 2007 году Сейхас вернулся на родину, где подписал контракт с «Депортиво Тачирой». После успешного сезона с этой командой Сейхаса приобрёл колумбийский «Санта-Фе», в котором отыграл четыре сезона. В 2011—2013 годах выступал за бельгийский «Стандард» и эквадорский «Депортиво Кито», а затем вернулся в Боготу.
Второй приход в «Санта-Фе» стал одним из самых успешных этапов в карьере Сейхаса. В 2014 году вместе со столичной командой он впервые стал чемпионом Колумбии (Финалисасьон), а в 2015 году помог своей команде выиграть Южноамериканский кубок. В победной кампании Сейхас стал одним из четырёх футболистов, проведших за «Санта-Фе» все 12 матчей. Он отметился забитым голом в гостевой игре против уругвайского «Насьоналя» (победа 2:0).
По итогам 2015 года Сейхас попал в символическую сборную Южной Америки. Кроме того, Сейхас стал первым в истории венесуэльцем, победившим в международном турнире под эгидой КОНМЕБОЛ.
В мае 2016 года было объявлено о переходе Сейхаса в бразильский «Интернасьонал». В 2017 году на правах аренды выступал за «Шапекоэнсе».
Летом 2018 года Сейхас вновь вернулся в «Санта-Фе».
8 сентября 2021 года Сейхас подписал контракт с американским клубом «Финикс Райзинг» из Чемпионшипа ЮСЛ. За «Финикс Райзинг» дебютировал 25 сентября в матче против «Такома Дифайенс». 16 октября в матче против «Лас-Вегас Лайтс» забил свой первый гол за «Финикс Райзинг».

## Международная карьера
Сейхас дебютировал за основную сборную Венесуэлы в товарищеском матче против Уругвая 18 октября 2006 года на «Сентенарио». Венесуэльцы потерпели поражение 0:4. В составе национальной команды Сейхас принимал участие в отборочных турнирах к чемпионатам мира 2010, 2014 и 2018 годов. Также он играл на двух Кубка Америки — 2011 и 2015 года. В мае 2016 года Рафаэль Дудамель включил Сейхаса в заявку на Кубок Америки столетия, который прошёл в США.

### Голы за сборную Венесуэлы
| #   | Дата            | Место                                                    | Противник | Счёт | Результат | Соревнование      |
| --- | --------------- | -------------------------------------------------------- | --------- | ---- | --------- | ----------------- |
| 01. | 23 мая 2012     | Полидепортиво Качамай, Пуэрто-Ордас, Венесуэла           | Молдова   | 1:0  | 4:0       | Товарищеский матч |
| 02. | 11 октября 2013 | Полидепортиво де Пуэбло-Нуэво, Сан-Кристобаль, Венесуэла | Парагвай  | 1:1  | 1:1       | Отбор к ЧМ-2014   |

## Достижения
- Чемпион Колумбии (1): Финалисасьон 2014
- Обладатель Кубка Колумбии (1): 2009
- Победитель Суперлиги Колумбии (1): 2015
- Обладатель Южноамериканского кубка (1): 2015